# 란저우 군구
란저우 군구(중국어 간체자: 兰州军区, 정체자: 蘭州軍區)는 중국 인민해방군의 7개 대군구 중 하나였다. 란저우 군구는 신장 위구르 자치구, 칭하이성, 간쑤성, 닝샤 후이족 자치구, 산시성, 그리고 서북 티베트 아리 지구의 모든 인민해방군과 인민무장경찰을 지휘했다. 또한 란저우 군구는 간쑤성의 란저우시에 군구 사령부가 있었다. 그리고 란저우 군구는 남부로는 청두 군구, 북부로는 몽골과 알타이 공화국과 경계했으며, 그것은 러시아 연방과 카자흐스탄의 정치적인 부분이다.

## 역사
이 군구는 2015년 군사 개혁으로 인해 서부전구 사령부의 관할에 편입됐다.

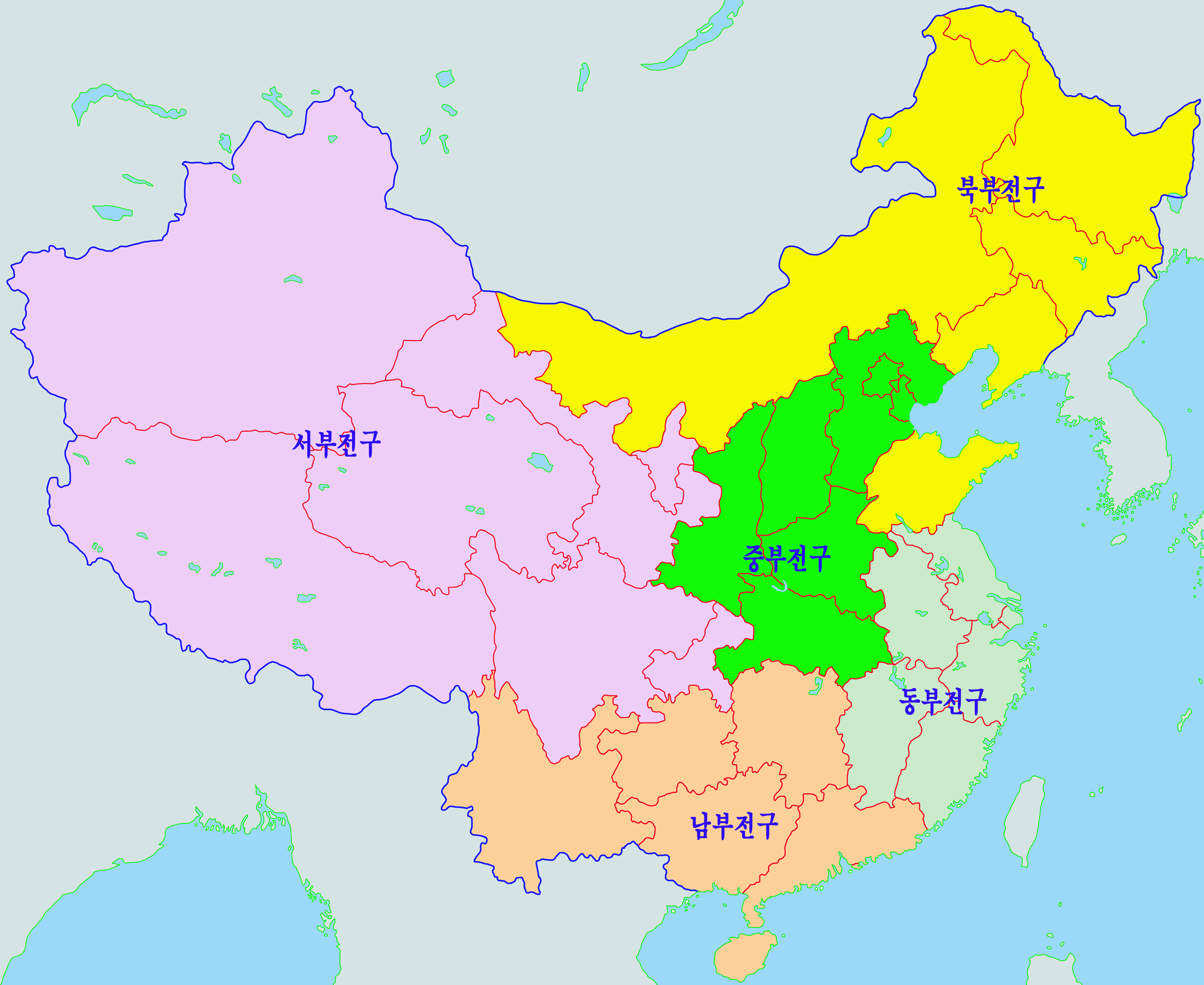
2016년 개편된 중국 인민해방군 5대 전구

2016년, 7개 대군구에서 5대 전구 체제로 개편되면서 일부 지역은 중부전구에 편입되었지만, 거의 대부분의 지역이 청두 군구와 함께 서부전구로 편입되었다.

## 조직 구조

### 성급 군구
- 간쑤성 군구
- 링사 군구
- 산시성 군구
- 신장 군구
- 칭하이성 군구

### 육군
- 제21집단군(68210부대) - 산시성 바오지시
  - 제61자동화보병사단
  - 제4장갑사단
  - 제19포병여단
  - 육군항공단
- 제47집단군(68310부대) - 산시성 린이시 (해체)
  - 제139자동화보병사단
  - 제55자동화보병여단
  - 제56자동화보병여단
  - 제12장갑여단
  - 방공여단
  - 장갑여단

### 공군
- 시안 지휘소
  - 제6항공병사단 - 전투기
  - 제36항공병사단- 폭격기
- 제9항공군
  - 제37항공병사단 - 전투기
- 우루무치 지휘소

### 무장경찰
- 제7사단
- 제63사단

## 같이 보기
- 서부전구
- 중부전구
- 청두 군구
- 광저우 군구
- 베이징 군구